# هيدروكسيل أباتيت
هيدروكسيل أباتيت هو معدن من معادن الفوسفات المتوافر طبيعياً، وهو شكل من أشكال أباتيت الكالسيوم. للمعدن الصيغة الكيميائية (Ca5(PO4)3(OH، ولكن عادة ما يكتب على الشكل Ca10(PO4)6(OH)2 للإشارة إلى أن وحدة الخلية في البلورة تحوي صيغتين.
يمكن استبدال -OH بمجموعات مختلفة مثل الفلوريد للحصول على فلورأباتيت، كما يمكن الاستبدال مع الكلوريد أو الكربونات.
يتبلور هيدروكسيل أباتيت وفق نظام بلوري سداسي، وتكون البلورات ذات لون أبيض في الحالة النقية، وفي الحالة الطبيعية يوجد على ألوان مختلفة مثل البني والأصفر والأخضر.
إن حوالي 50% حجماً و70% وزناً من العظم البشري هو عبارة عن شكل محوّر من هيدروكسيل أباتيت (شكل كربوني) والذي يعرف باسم معدن العظام.

## اقرأ أيضاً
- أباتيت
- إعادة تمعدن الأسنان
- اعتلال البلورات